# Goetz-Haus

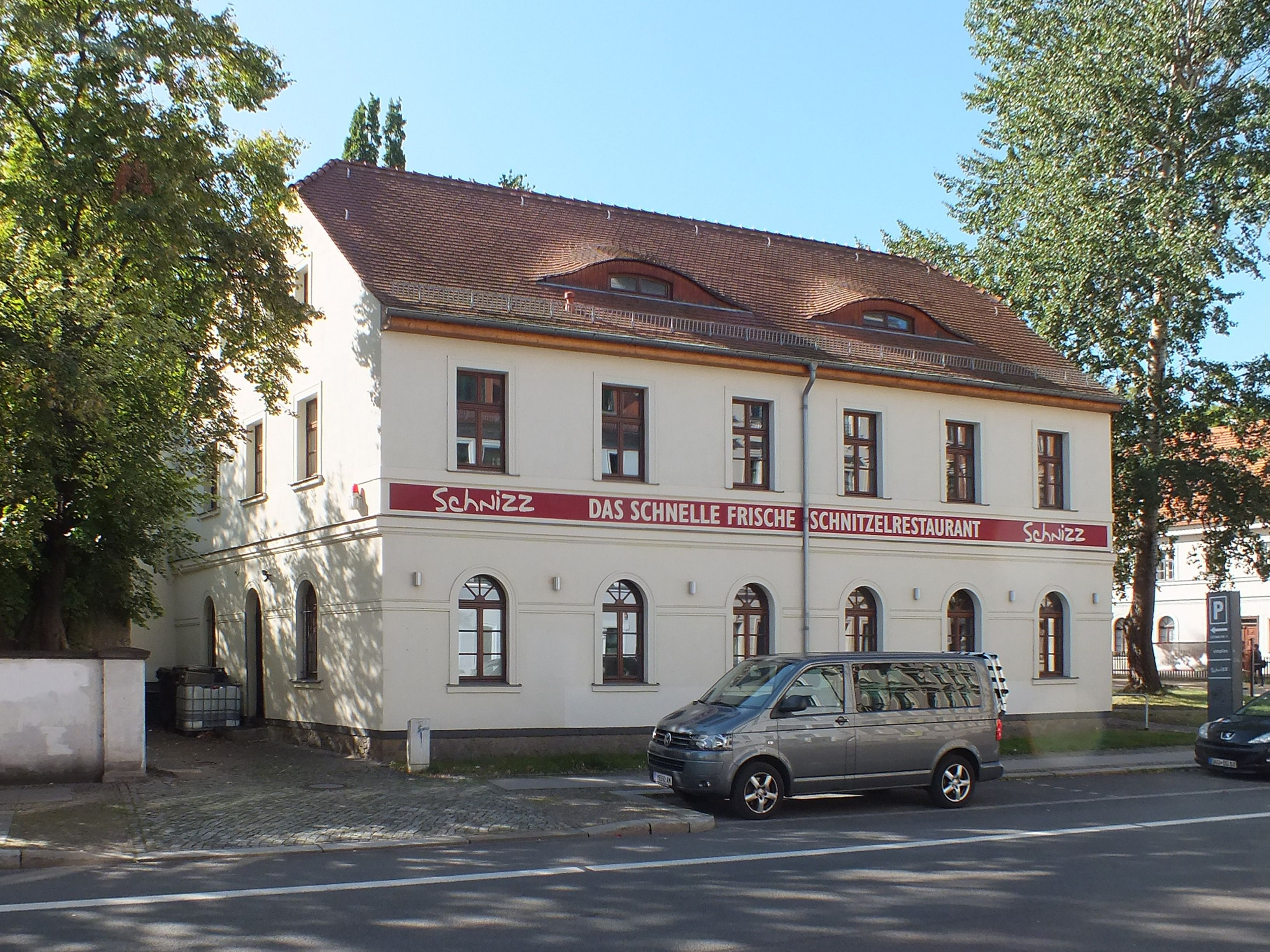
Das Goetz-Haus an der Lützner Straße (2017)

Das Goetz-Haus in Leipzig ist ein Wohnhaus im Stadtteil Lindenau, das seinen Namen nach dem Arzt und Sportfunktionär Ferdinand Goetz (1826–1915) erhielt, der 60 Jahre darin wohnte und auch seine Praxis hier betrieb. Es steht unter Denkmalschutz.

## Lage und Beschreibung
Das Goetz-Haus ist ein zweistöckiges Gebäude längs der Südseite der Lützner Straße mit der Hausnummer 11. Das öffentlich zugängliche Grundstück bildet die Ecklage zur Birkenstraße und ist teilweise von Bäumen bestanden, unter denen ein Denkmal für Ferdinand Goetz steht.

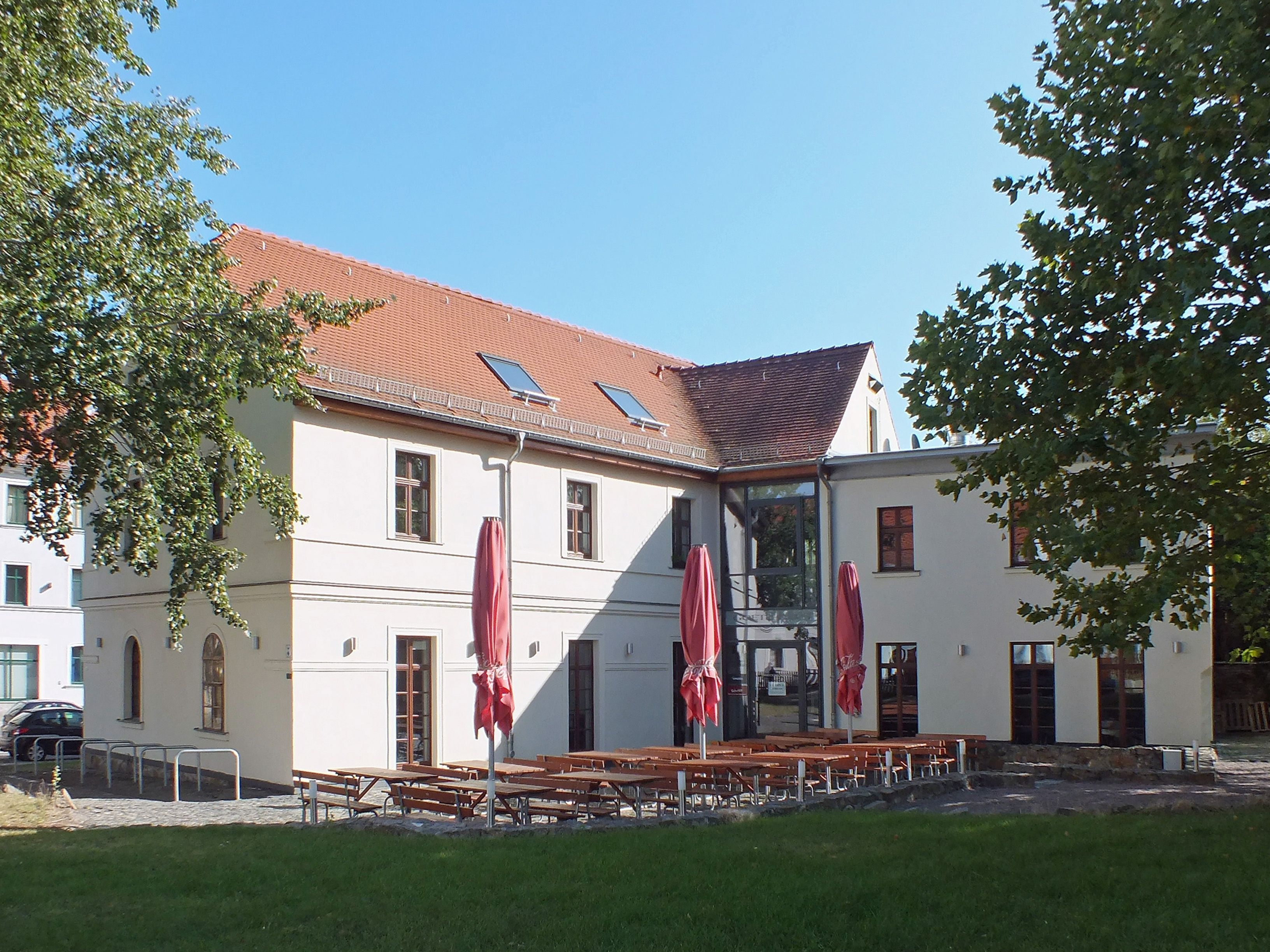
Gartenseite des Hauses (2017)

Das Haus besitzt auf der Längsseite sechs Fensterachsen mit Rundbogenfenstern im Erdgeschoss. Das Krüppelwalmdach trägt nach der Straßenseite zwei Fledermausgauben. Nach der Straßenseite sitzt leicht schiefwinklig ein kurzer, den Eingang enthaltender Seitentrakt an, an welchen sich ein flachgedeckter zweistöckiger Anbau anschließt. Der entstehende Winkel wird als Freisitz für die im Haus betriebene Gaststätte genutzt. Ein starkes Gesims über dem Erdgeschoss, das nach der Straße den Namen der Gaststätte zeigt, ist der einzige Schmuck des Hauses.
Im Inneren befindet sich außer der Gaststätte im Veranstaltungsraum des Erdgeschosses sowie im Treppenhaus und dem Flur im Obergeschoss eine informative Galerie rund um das Goetz-Haus und das Schaffen von Ferdinand Goetz, darunter eine Kopie der Porträtbüste von Ferdinand Goetz, welche Gustav Adolph Kietz (1824–1908) 1885 angefertigt hatte.

## Geschichte
Das Haus wurde 1823 erbaut, also zur Zeit des Biedermeier, die für Leipzig und seine Umgebung unter anderem die Beseitigung der Schäden der Völkerschlacht bedeutete. Von den in dieser Zeit entstandenen Häusern sind nur wenige erhalten, da sie mit der in der zweiten Hälfte des Jahrhunderts einsetzenden Industrialisierung drei- bis viergeschossigen Mietshäusern zur Unterbringung der Arbeiterfamilien weichen mussten.
1855 kaufte der Rechtsanwalt Heinrich Goetz das Haus und überließ es seinem Bruder Ferdinand, der mit seiner Familie einzog, im Erdgeschoss seine Arztpraxis einrichtete und bis zu seinem Tode 1915 in dem Haus wohnte.
1867, noch ein Jahr vor seiner Übernahme der Funktion des Geschäftsführers der Deutschen Turnerschaft neben seiner Tätigkeit als Arzt, begann Goetz in seinem Haus mit dem Aufbau eines gesamtdeutschen Turnarchivs, das auch eine Bibliothek umfasste. Diese befand sich bis 1922 in Leipzig, bevor sie nach Berlin-Charlottenburg überführt wurde, wo sie bis 1936 mit über 17.000 Bänden zur größten Sport-Bibliothek Deutschlands wurde. 1933 wurde der Ausschuss der deutschen Turnerschaft e. V. (Berlin) Eigentümer des Hauses.
Nach dem Zweiten Weltkrieg begann der Verfall des Hauses, das in den 1980er Jahren nicht mehr bewohnbar war. In Vorbereitung des 39. Deutschen Turnfestes 2002 in Leipzig rettete der zu diesem Zweck gegründete Verein Goetz-Haus Leipzig e. V. 2001/2002 das Haus vor dem Verfall, sanierte es mit Förderung durch die Deutsche Stiftung Denkmalschutz und eröffnete eine erste Gaststätte.
Von 2004 bis 2006 war das Goetz-Haus Sitz und Geschäftsstelle des Deutschen Unihockey Bund e.V. (inzwischen Floorball-Verband Deutschland). Die vorgesehene Nutzung durch das Sportmuseum Leipzig kam nicht zustande, und nach der Insolvenz des Goetz-Haus-Vereins 2011 übernahm die LWB die Immobilie. 2015 wurden die heutige Gaststätte und die an Goetz erinnernde Galerie eröffnet.
Das Goetz-Haus soll Station 3 der in Entwicklung befindlichen Sportroute Leipzig werden.